# كريستيان يوليوس فيلهلم
كريستيان يوليوس فيلهلم (بالألمانية: Christian Julius Wilhelm Schiede)‏ (و. 1798 – 1836 م) هو عالم نبات، وعالم طبيعي من ألمانيا . ولد في كاسل.
توفي في المكسيك .